# Själevads församling
Själevads församling är en församling inom Svenska kyrkan i Örnsköldsviks kontrakt av Härnösands stift i Ångermanland, Örnsköldsviks kommun, Västernorrlands län. Församlingen ingår i Örnsköldsviks södra pastorat.
Församlingskyrka är Själevads kyrka.

## Administrativ historik
Församlingen har medeltida ursprung. Ur församlingen utbröts på 1300-talet Arnäs församling, i slutet av 1400-talet Anundsjö församling, 11 mars 1795 Björna församling, 1824 Mo församling, 1 juli 1907 Örnsköldsviks församling och 2024 Domsjö församling och Gullängets församling. Den sistnämnda förändringen gör Örnsköldsviks kommun till en av två kommuner i Sverige (tillsammans med Partille kommun) som har fler församlingar i dag än statskyrkans sista år 1999 (vilket distriktindelningen är baserad på).
Församlingen utgjorde till 11 mars 1795 ett eget pastorat för att därefter till 1824 vara moderförsamling i pastoratet Själevad och Björna. Från 1824 till 1962 var den eget pastorat för att från 1962 till 2001 vara moderförsamling i pastoratet Själevad och Mo. Församlingen var mellan 2001 och 2022 moderförsamling i pastoratet Själevad, Mo och Björna. Församlingen ingår sedan 1 januari 2022 i Örnsköldsviks södra pastorat.

## Kyrkoherdar
| Ämbetstid | Namn                        | Levnadstid | Övrigt                                      |
| --------- | --------------------------- | ---------- | ------------------------------------------- |
| 1499      | Carl                        |            |                                             |
| 1542–1547 | Olof                        |            |                                             |
| 1548–1574 | Johannes Sigvardi           |            |                                             |
| 1575–1588 | Jonas Joannes               |            |                                             |
| 1589      | Johannes Laurentii          | 1548–1603  |                                             |
| 1589–1613 | Engelbertus Laurentii       | 1542–1621  |                                             |
| 1613–1638 | Zacharias Jonæ              | –1638      |                                             |
| 1638–1668 | Laurentius Olai Agrelius    | 1600–1668  |                                             |
| 1668–1681 | Nicolaus Olai Plantin       |            |                                             |
| 1681–1704 | Haquin Bohlin               | 1644–1704  |                                             |
| 1705–1754 | Jonas Matthiae Lochnaeus    | 1671–1754  |                                             |
| 1755–1760 | Carl Fjellström             | 1698–1760  |                                             |
| 1763      | Petrus Holmbom              | 1705–1763  |                                             |
| 1766–1788 | Johan Lochnaeus             | 1717–1788  |                                             |
| 1790–1822 | Andreas Nensén              | 1734–1822  |                                             |
| 1824–1867 | Carl Johan Holm             | 1781–1867  |                                             |
| 1870–1875 | Simon Brandell              | 1822–1895  | Senare kyrkoherde i Skellefteå församling.  |
| 1876–1891 | Gustaf Edström              | 1836–1908  | Senare kyrkoherde i Nordmalings församling. |
| 1891–1904 | Carl Gustaf Gabriel Öijmark | 1842–1904  |                                             |
| 1907–     | Bengt Alfred Ullner         | 1858       |                                             |